# Audley End House
Audley End House est une maison de campagne du début du XVIIe siècle située à l'extérieur de Saffron Walden, dans l'Essex, en Angleterre. C'est une maison prodige, un palais sans nom et reconnu comme l'une des plus belles maisons jacobines d'Angleterre.
Audley End n'est plus maintenant qu'à un tiers de sa taille d'origine, mais est toujours grande. La maison partage certaines similitudes avec Hatfield House, sauf qu'elle est revêtue de pierre par opposition à la brique . Elle est actuellement sous la gérance d'English Heritage et est longtemps resté le siège de la famille des barons Braybrooke . La gare d'Audley End porte le nom de la maison.

## Histoire
Audley End est le site de l'abbaye de Walden, un monastère bénédictin qui est dissous et accordé au Lord Chancelier Sir Thomas Audley en 1538 par Henri VIII. L'abbaye est convertie en une maison domestique pour lui et est connue sous le nom d'Audley Inn.
La maison est un arrêt clé pendant les voyages d'été d'Élisabeth Ire en 1578. Des écrivains et des universitaires de l'université voisine de Cambridge profitent de l'occasion pour rédiger des articles et des discours, notamment, Gabriel Harvey qui, en 1578, a été nommé professeur de rhétorique à Cambridge.
La maison est démolie par Thomas Howard (1er comte de Suffolk) (Lord Howard de Walden  et Lord Treasurer), et un manoir beaucoup plus grand est construit, principalement pour recevoir Jacques Ier. La disposition reflète le parcours processionnel du roi et de la reine, chacun ayant sa propre suite de chambres. Il est réputé que Thomas Howard a dit au roi Jacques qu'il avait dépensé quelque 200 000 £ pour créer cette grande maison, et il se peut que le roi y ait involontairement contribué. En 1619, Suffolk et sa femme sont reconnus coupables de détournement de fonds et envoyés à la Tour de Londres, mais une énorme amende assurent leur libération. Suffolk est mort en disgrâce à Audley End en 1626.
Le célèbre chroniqueur anglais Samuel Pepys visite Audley End et la décrit dans son journal du 8 octobre 1667 . À cette époque, la maison est à l'échelle d'un grand palais royal et le devient lorsque Charles II l'achète en 1668 pour 50 000 £  pour l'utiliser comme maison pour assister aux courses à Newmarket. Elle est rendue aux Suffolks en 1701.
Au cours du siècle suivant, John Vanbrugh est chargé de travailler sur le site et des parties de la maison sont progressivement démolies  jusqu'à ce qu'elle soit réduite à sa taille actuelle. La structure principale reste peu modifiée depuis la démolition de la cour principale en 1708 et la démolition de l'aile est en 1753.

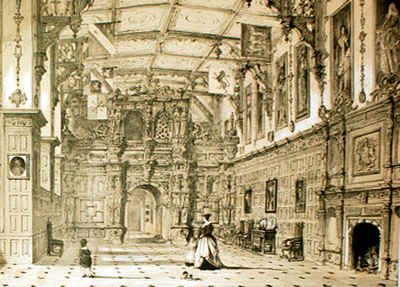
La grande salle

Sir John Griffin, quatrième baron Howard de Walden et premier baron Braybrooke, introduit des changements radicaux avant sa mort en 1797. En 1762, il charge Capability Brown d'aménager le parc et Robert Adam de concevoir de nouvelles salles de réception au rez-de-chaussée de la maison dans le style néoclassique du XVIIIe siècle avec une grandeur formelle.
Richard Griffin (3e baron Braybrooke), qui hérite de la maison et du titre en 1825, installe la majeure partie de l'immense collection de tableaux de la maison, remplit les pièces de meubles et rétablit quelque chose de l'atmosphère jacobéenne d'origine dans les salles d'apparat.
Audley End est proposé au gouvernement lors de l'évacuation de Dunkerque mais l'offre est déclinée en raison de son manque d'installations . Il est réquisitionné en mars 1941  et utilisé comme camp par un petit nombre d'unités avant d'être remis au Special Operations Executive. Le SOE utilise la maison comme camp de détention général  avant de l'utiliser pour sa filiale polonaise. Désigné Ecole Spéciale de Formation 43 (STS 43), c'est une base pour les Cichociemni. Un mémorial de guerre aux 108 Polonais morts au service se dresse dans l'allée principale ; le monument commémoratif de guerre du SOE polonais, inauguré le 20 juin 1983, est classé Grade II en 2018 .
Après la guerre, le neuvième Lord Braybrooke reprend possession. En 1948, la maison est vendue au ministère des Travaux publics, le prédécesseur d'English Heritage.

## Jardins et terrains
Le parc Capability Brown comprend de nombreux monuments néo-classiques, bien que certains ne soient pas confiés à English Heritage. Le terrain est divisé par la rivière Granta, qui est traversée par plusieurs ponts ornés dont l'un figure sur la couverture arrière du livre BBC Gardeners' World Through the Years, et une route principale qui suit le tracé d'une voie romaine.

Avec l'aide d'un plan de jardin de 1877 et du journal de William Cresswell de 1874, le potager clos est restauré par Garden Organic en 1999 à partir d'un état semi-délabré envahi par la végétation. Achevé en 2000, il est ouvert par le prince Charles et figure dans un livre qui lui est présenté sur son mariage avec Camilla Parker Bowles . Il ressemble maintenant à ce qu'il aurait été à la fin de l'époque victorienne ; plein de légumes, de fruits, d'herbes et de fleurs qui ont été fournis à l' hôtel Dorchester . Il compte aujourd'hui 120 variétés de pommes, 60 poires et 40 variétés de tomates .

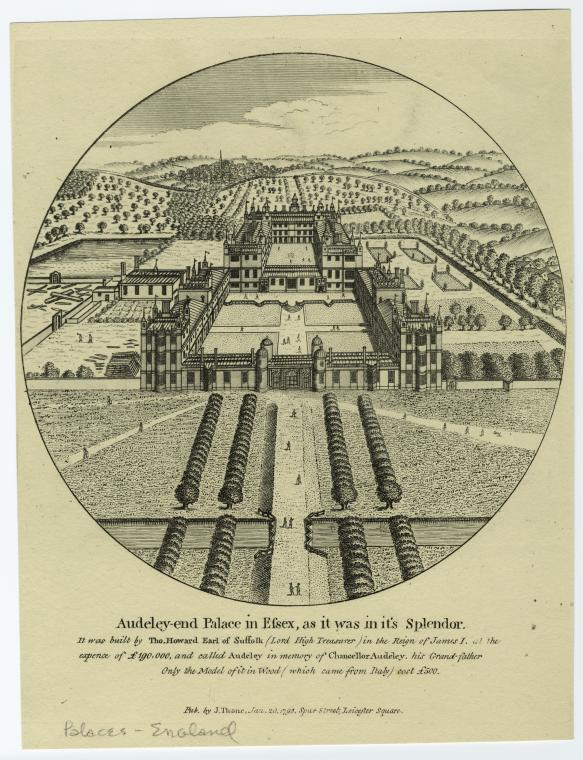
Estampe du XVIIIe siècle du « Audeley-end Palace » ... « tel qu'il était dans sa splendeur » [sic] [ sic ]
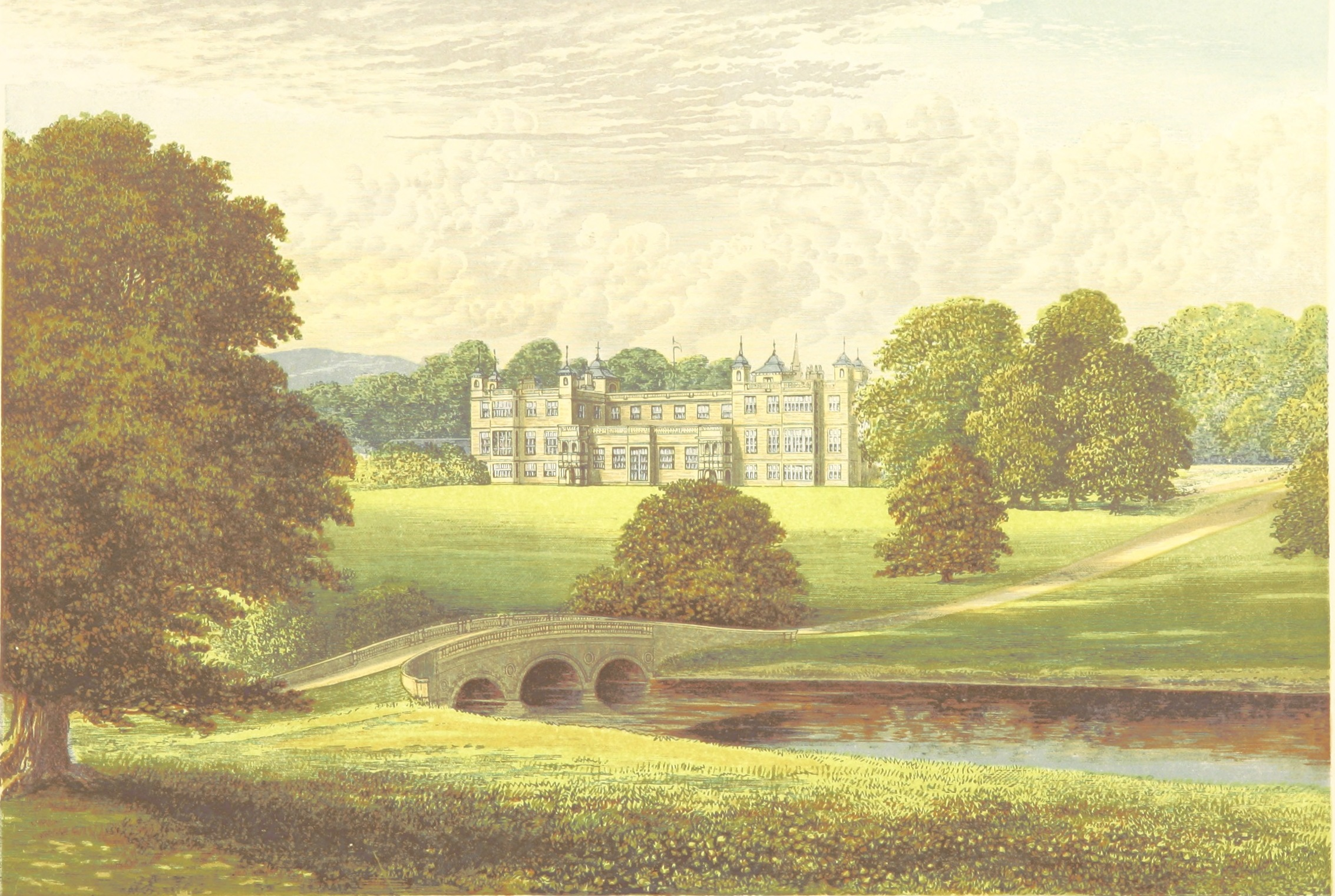
Audley End en 1880
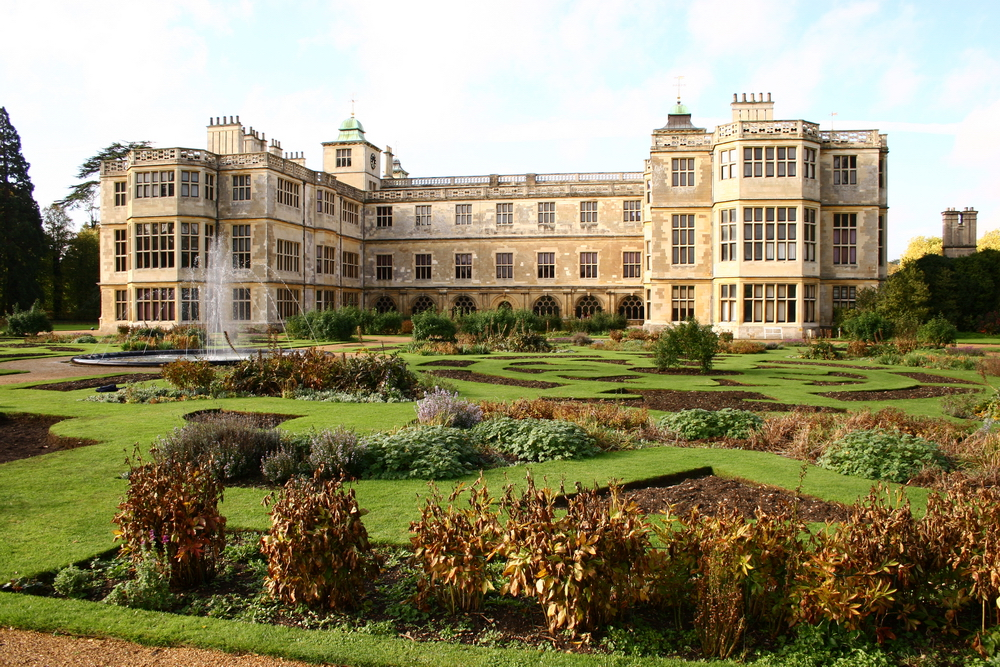
La façade du jardin

## Apparitions dans les médias
La maison et le terrain sont utilisés dans des émissions de télévision et de radio populaires, notamment Flog It!, Exposition itinérante des antiquités et Heure des questions des jardiniers ,,.
Les extérieurs et les jardins sont également utilisés pour le long métrage de 1964 La Femme de paille avec Gina Lollobrigida, Sean Connery et Ralph Richardson ,.
Au cours de 2017, des scènes sont tournées à Audley End pour Trust produites par Danny Boyle et basées sur la vie de John Paul Getty III . Le 7 septembre 2018, des scènes sont tournées pour The Crown . Auparavant, des plans intérieurs de la bibliothèque et de la grande salle avaient été utilisés pour représenter les pièces du château de Balmoral, du château de Windsor et du Collège d'Eton ,.